# قصب السكر السيكيمي
قصب السكر السيكيمي (الاسم العلمي: Saccharum sikkimense) هو نوع من النباتات يتبع جنس قصب السكر من الفصيلة النجيلية. سمي هذا النوع نسبةً إلى منطقة سيكيم في الهند.